# ادمون هوكسها
ادمون هوكسها (بالألبانية: Edmond Hoxha‏) هو لاعب كرة قدم ألباني في مركز الدفاع، ولد في 16 مايو 1997 في كافايه في ألبانيا. لعب مع KF Besa Kavajë ‏.

## وصلات خارجية
- ادمون هوكسها على موقع قاعدة بيانات كرة القدم.إي يو (الإنجليزية)
- ادمون هوكسها على موقع Soccerway.com (الإنجليزية)